# Babette Brumback
Babette Anne Brumback é uma bioestatística americana conhecida pelo seu trabalho sobre inferência causal. Ela é professora de bioestatística na Universidade da Flórida.

## Educação e carreira
Brumback formou-se em engenharia eléctrica na Universidade da Virgínia em 1988. Ela foi para a Universidade da Califórnia, em Berkeley, para fazer a sua pós-graduação, originalmente em engenharia eléctrica e ciência da computação, mas depois mudou para estatística; ela obteve um mestrado em 1992 e concluiu o seu doutoramento em 1996. A sua dissertação, Métodos estatísticos para dados hormonais, foi supervisionada por John A. Rice.
Após a pesquisa de pós-doutorado na Universidade de Harvard, ela tornou-se professora assistente de bioestatística na Universidade de Washington em 1999 e, enquanto lá, também se afiliou ao Fred Hutchinson Cancer Research Center. Ela mudou-se para a Universidade da Califórnia em Los Angeles em 2002 e novamente para a Universidade da Flórida em 2004.

## Serviço
Brumback presidiu a Secção de Estatística em Epidemiologia da American Statistical Association para o período de 2015. Ela foi presidente do Capítulo da Flórida da American Statistical Association para 2015–2016.

## Reconhecimento
Brumback foi eleita Fellow da American Statistical Association em 2019.